# Пенроуз (Колорадо)
Пенроуз (англ. Penrose) — переписна місцевість (CDP) в США, в окрузі Фремонт штату Колорадо. Населення — 3685 осіб (2020).

## Географія
Пенроуз розташований за координатами 38°25′17″ пн. ш. 105°0′1″ зх. д. / 38.42139° пн. ш. 105.00028° зх. д. (38.421298, -105.000395).  За даними Бюро перепису населення США в 2010 році переписна місцевість мала площу 46,22 км², уся площа — суходіл.

## Демографія
Згідно з переписом 2010 року, у переписній місцевості мешкали 3582 особи в 1454 домогосподарствах у складі 1044 родин. Густота населення становила 77 осіб/км².  Було 1575 помешкань (34/км²).
Расовий склад населення:
| - 94,7 % — білих - 1,3 % — корінних американців - 0,4 % — азіатів - 0,2 % — чорних або афроамериканців - 1,1 % — осіб інших рас |

До двох чи більше рас належало 2,3 %. Частка іспаномовних становила 8,7 % від усіх жителів.
За віковим діапазоном населення розподілялося таким чином: 21,0 % — особи молодші 18 років, 62,0 % — особи у віці 18—64 років, 17,0 % — особи у віці 65 років та старші. Медіана віку мешканця становила 47,0 року. На 100 осіб жіночої статі у переписній місцевості припадало 97,5 чоловіків;  на 100 жінок у віці від 18 років та старших — 99,2 чоловіків також старших 18 років.
Середній дохід на одне домашнє господарство  становив 53 544 долари США (медіана — 47 390), а середній дохід на одну сім'ю — 64 212 долари (медіана — 61 731). За межею бідності перебувало 18,1 % осіб, у тому числі 28,9 % дітей у віці до 18 років та 6,3 % осіб у віці 65 років та старших.
Цивільне працевлаштоване населення становило 1256 осіб. Основні галузі зайнятості: освіта, охорона здоров'я та соціальна допомога — 28,9 %, публічна адміністрація — 12,3 %, мистецтво, розваги та відпочинок — 10,0 %, будівництво — 9,9 %.